# Charles Pahud de Mortanges
Charles Ferdinand Pahud de Mortanges ('s-Gravenhage, 13 mei 1896 – Leiden, 8 april 1971) was een Nederlands legerofficier en ruiterkampioen. In de Tweede Wereldoorlog wist hij aan een Duitse krijgsgevangenschap te ontsnappen door uit een rijdende trein te springen. Na een lange zwerftocht bereikte hij via Gibraltar Engeland. Met de Prinses Irene Brigade vocht hij zich in 1944 via Normandië een weg terug naar Nederland. Hij werd uiteindelijk luitenant-generaal en eindigde zijn militaire carrière van 1954 tot 1962 als Chef van het Militaire Huis van H.M. de Koningin.

## Biografie
Pahud was de zoon van mr. Charles Ferdinand Pahud de Mortanges (1860-1903), adjunct-commies op het departement van Koloniën, en Sophia Kol (1861-1931), telg uit de Utrechtse bankiersfamilie Kol.
Zijn beroep was legerofficier. Na de HBS ging hij naar de Koninklijke Militaire Academie (KMA). Als toelating voor de KMA werd een extra examen paardrijden aanbevolen, waar hij voor slaagde. Pahud de Mortanges werd cadet voor het wapen der Cavalerie en werd vervolgens gevraagd door regimentscommandant baron van Heemstra om adjudant te worden. Een jaar later werd hem gevraagd om paardrij-instructeur te worden aan de Hogere Krijgsschool. Twee jaar later kwam zijn functie wegens bezuinigingen te vervallen. Hij werd overgeplaatst en kwam terecht bij het 2e regiment Huzaren in Tilburg. Hier deed Pahud de Mortanges twee jaar lang weinig anders dan paarden trainen en africhten. 
Na de Tweede Wereldoorlog heeft Pahud de Mortanges niet meer deelgenomen aan hippische evenementen (hij kreeg in 1939 een ernstige verwonding aan zijn pols), maar in 1946 werd hij gevraagd als voorzitter van het NOC. Uiteindelijk is hij van 1946-1951 en van 1959-1961 voorzitter geweest.
Pahud de Mortanges was een van Nederlands eerste en succesvolste vooroorlogse Olympiërs. Hij behaalde vier gouden en één zilveren medaille met deelname aan vier Olympische Spelen, alle bij ruiterwedstrijden. Hij was vlaggendrager tijdens de Olympiade van 1932.
Naar hem werd in 1972 door NOC*NSF een prijs vernoemd; de Pahud de Mortanges Trofee.

## Resultaten samengestelde ruiterwedstrijden
| Jaar                  | Stad        | Prestatie                                       | Punten            | Paard         |
| --------------------- | ----------- | ----------------------------------------------- | ----------------- | ------------- |
| Zomerspelen VIII 1924 | Parijs      | 4de (individueel) · Goud (team)                 | 1828.00 5297.50   | Johnny Walker |
| Zomerspelen IX 1928   | Amsterdam   | Goud (individueel) · Goud (team)                | 1969.82 5865.68   | Marcroix      |
| Zomerspelen X 1932    | Los Angeles | Goud (individueel) · Zilver (team)              | 1813.833 4689.083 | Marcroix      |
| Zomerspelen XI 1936   | Berlijn     | uitgevallen (individueel) niet geplaatst (team) | = =               | Mädel wie Du  |

## Bestuursfuncties
- NOC: Van 6 juli 1946 - 19 december 1951 en 20 april 1958 - 7 april 1961 voorzitter.
Van 19 december 1951 - 20 april 1958 vicevoorzitter.
- IOC: Van 4 september 1946 tot 7 oktober 1964 lid.
- De 144: Oprichter (1 maart 1962) van dit genootschap van sportvrienden

## Militaire carrière
Pahud de Mortanges werd op 12 augustus 1918 beëdigd in de rang van tweede luitenant der cavalerie nadat hij de KMA had doorlopen en zijn stage als aspirant officier had afgerond. Vier jaar later werd hij bevorderd tot eerste luitenant. Op 1 september 1936 werd hij ritmeester (kapitein) der cavalerie. 
Gedurende de mobilisatieperiode (139/1940) was hij commandant van de school voor reserve officieren cavalerie (SROC). In mei 1940 was Ritmeester Charles Pahud de Mortanges daarom niet bij een eenheid te velde ingedeeld. Dit had mede te maken met een ernstige blessure met langdurig herstel. Tijdens een oefening te velde in 1939 had hij in een stal een ernstige verwonding aan zijn rechterpols opgelopen. De hand kon met moeite worden gered. Van actieve dienst in het veldleger kon daarom geen sprake zijn. Op aanraden van Prins Bernhard liet hij zijn pols in een kuuroord bij Berlijn revalideren.
Na de Duitse overval op Nederland en de capitulatie van het leger in Nederland werd de Nederlandse Koninklijke Landmacht ontbonden. Charles Pahud de Mortanges besloot in Aerdenhout een particulier herstellingsoord voor zieke en gewonde Nederlandse militairen op te richten. Hij was twee jaar lang commandant van het op militaire leest geschoeide landhuis "Kareol". Nederlandse oorlogsslachtoffers werden daar met goed gevolg gerevalideerd. Op 15 mei 1942 werden alle Nederlandse beroepsofficieren die in 1940 op erewoord in vrijheid waren gesteld in Duitse krijgsgevangenschap weggevoerd. Kort tevoren kreeg hij het bericht dat zijn enige zoon, na een mislukte poging illegaal de Frans-Zwitserse grens over te komen, door de Duitsers was gefusilleerd.
In het krijgsgevangenenkamp Stanislau in bezet Pools Galicië kreeg Pahud opnieuw problemen met zijn rechterhand. Met enkele andere zieke officieren mocht hij daarom voor een medische behandeling terug naar Nederland. De hand werd in Nederland genezen. Tijdens de treinreis terug naar Polen slaagde hij er op 19 juni 1943 in te ontsnappen door uit de rijdende trein te springen. Na enige tijd ondergedoken te hebben gezeten, begon hij aan een maandenlange tocht vol ontberingen via het door de Duitsers bezette België en Frankrijk over de Pyreneeën naar het neutrale Spanje, Portugal en het Britse Gibraltar. Vandaar ging hij per vliegtuig naar Groot-Brittannië, waar hij op 17 februari 1944 arriveerde. De ritmeester werd ingedeeld bij de nieuw opgerichte Koninklijke Nederlandsche Brigade 'Prinses Irene'. Op voorspraak van Prins Bernhard werd hij in maart van dat jaar plaatsvervangend commandant van deze eenheid, onder zijn oud-jaargenoot van de KMA, kolonel A.C. de Ruyter van Steveninck.
Bij Koninklijk Besluit Nr. van 26 mei 1944 verleende Koningin Wilhelmina aan Ritmeester der Cavalerie Charles Pahud de Mortanges het Bronzen Kruis voor moedig of beleidvol optreden tegenover de vijand.
In de rang van majoor maakte Pahud alle krijgsverrichtingen van de Nederlandse troepen mee, van de landing in Normandië tot de bevrijding van het vaderland. Tegelijk met de afwikkeling van zaken na de ontbinding van de brigade werd hij in september 1945 belast met het formeren van een Mobiele Afdeling van het wapen der Koninklijke Marechaussee. Door politiek-militair getouwtrek slaagde hij hierin niet naar eigen tevredenheid. Voor majoor Pahud was dat reden een de voorgestelde benoeming tot commandant van de Koninklijke Marechaussee af te wijzen.
Na de oorlog was Pahud opperceremoniemeester, chef militaire huis en adjudant-generaal i.b.d. van koningin Juliana.

## Onderscheidingen
Voor zowel zijn militaire als voor zijn sportieve verdiensten werd Charles Pahud de Mortanges vaak onderscheiden. Behalve de oorlogsonderscheidingen en de onderscheidingen voor zijn verdiensten voor de sport en de revalidatie van gewonde en invalide geworden soldaten zijn er de hoge onderscheidingen zoals grootkruisen die bij staatsbezoeken werden toegekend op grond van zijn hoge rang binnen de hofhouding. 
NEDERLANDSE ONDERSCHEIDINGEN
- Ridder in de Orde van de Nederlandse Leeuw (KB van 14-04-1956 no 5, reg.nr. 11372)
- Grootofficier in de Orde van Oranje-Nassau (KB van 19-12-1961 no. 13, reg.nr. 1322)
- Officier in de Orde van Oranje-Nassau met de zwaarden (KB van 14-09-1946 no. 4, reg.nr. 7750)
- Ridder in de Orde van Oranje-Nassau met de zwaarden (KB van 06-09-1928 no. 10, reg.nr. 7111)
- Grootkruis in de Huisorde van Oranje (KB van 25-04-1963, reg.nr. 3199) [4]
- Bronzen Kruis (KB van 26 mei 1944 no. 9, reg.nr. 1010, wegens: "Moed, volharding en beleid getoond door, na eerst in Duitsche krijgsgevangenschap te zijn geweest en na voor herstel van gezondheid eenigen tijd in Nederland te hebben vertoefd, bij het opnieuw terugvoeren in krijgsgevangenschap in Juni 1943 tijdens het transport te ontvluchten, door onder gevaarvolle omstandigheden uit den trein te springen. Daarna, na vele omzwervingen Engeland weten te bereiken.")[5]
- Oorlogsherinneringskruis met de gespen 'Krijg te Land 1940-1945' en 'Normandië 1944'
- Onderscheidingsteken voor langdurige, effectieve Nederlandse dienst als Officier met jaarteken 'XXXV'
- Inhuldigingsmedaille 1948 (KB van 8 juni 1949 no. 8)[6]
- Herinneringsmedaille 1962
- Huwelijksmedaille 1966
- Kruis van Verdienste van het Nederlandsche Roode Kruis (18-12-1942, reg.nr. 1024)
- Herinneringskruis 1939-1940 in zilver van het Nederlandsche Roode Kruis (15-05-1942)[7]
- Mobilisatie-herinneringskruis 1914-1918
- Erelidmaatschap van de Bond van Nederlandse Militaire Oorlogsslachtoffers (09-09-1950)[8]

BUITENLANDSE ONDERSCHEIDINGEN
- België - Grootkruis in de Kroonorde (verlof bij KB van 13-02-1961 no. 72)
- België - Officier in de Kroonorde met palm (verlof bij KB van 15-12-1949 no. 19)
- België - Oorlogskruis 1940 met palm (verlof bij KB van 15-12-1949 no. 19)
- Denemarken - Commandeur 1e klasse in de orde van de Dannebrog (26-04-1954)[9]
- Frankrijk - Commandeur in de Nationale Orde van het Legioen van Eer (1954)
- Frankrijk - Officier in de Nationale Orde van het Legioen van Eer (verlof bij KB van 21-07-1947 no. 50)
- Frankrijk - Ridder in de Orde van Agriculturele Verdienste (verlof bij KB van 24-10-1932 no. 54)
- Frankrijk - Oorlogskruis 1939-1945 met verguld zilveren ster (verlof bij KB van 10-11-1945 no. 40)
- Frankrijk - Gouden Eremedaille voor Lichamelijke Opvoeding en Sport (verlof bij KB van 30-01-1952 no. 28)
- Groot-Brittannië - Honorary Knight Grand Cross  of the Royal Victorian Order (25-03-1958, verlof bij KB van 16-01-1960 no. 28)[10]
- Iran - Grootkruis in de Orde van Homayoen (1959, verlof bij KB van 16-01-1960 no. 28)
- Liberia - Grootlint in de Orde van de Verlossing van Afrika (verlof bij KB van 02-01-1958 no. 23)
- Luxemburg - Grootofficier in de Orde van Burgerlijke en Militaire Verdiensten van Adolph van Nassau (1956, verlof bij KB van 12-01-1957 no. 21)
- Nepal - Grootkruis in de Orde van de Heilige Drie-eenheid (verlof bij KB van 23-02-1968 no. 41)
- Noorwegen - Commandeur 1e klasse in de Koninklijke Orde van Sint Olav (1954)
- Oostenrijk - Groot Zilveren Ereteken met Ster in de Orde van Verdienste jegens de Republiek Oostenrijk (verlof bij KB van 30-07-1962 no. 10)
- Peru - Grootkruis in de Orde voor Bijzondere Diensten (verlof bij KB van 13-02-1961 no. 72)
- Thailand - Grootkruis in de Orde van de Witte Olifant (verlof bij KB van 30-07-1962 no. 10)
- Tunesië - Grootkruis in de Orde van de Republiek (verlof bij KB van 06-10-1966 no. 30)
- Zweden - Commandeur met Grootkruis van de Zwaardorde (21-05-1957)[11]
- Zweden - Commandeur 1e klasse van de Zwaardorde (28-04-1955, verlof KB van 21-05-1958 no. 23)[12]
- Zweden - Ereteken van Verdienste van de Ruiter Olympiade 1956 (1956)[13]